# Жан II (граф Омаля)

Графство Омаль в составе Нормандии.
Территория графства Омаль
Остальная часть герцогства Нормандия

Жан II де Понтьё (Jean II de Ponthieu) (ум. 16 января 1340 или 1342 года) — граф Омаля с 1302.
Сын Жана I де Понтьё и Иды де Мёлан.
В 1302 году, после того, как его отец погиб в битве при Куртре, унаследовал графство Омаль, баронию Монгомери, сеньории Эпернон, Нуайель-сюр-Мер и Фонтен-Герар.
В 1324 году после смерти матери получил её владения: сеньории Киттбёф, Кросвилль, Фёгеролль, Бонорман, Бю Сен-Реми, Дувилль, Флипу, Фурж, Нотр-Дам де л’Иль, Паниллёз, Прессаньи, Тони и т. д.
Участвовал в осаде Камбре и в стоянии при Бюиронфосе в 1339 году.
Не позднее 2 сентября 1319 года женился на Катерине д’Артуа (ум. 1368), дочери Филиппа д’Артуа сеньора де Конш и его жены Бланш де Бретань.
Две дочери:
- Бланш де Понтьё (ум. 1387), графиня Омаля, дама Монгомери, Месль-сюр-Сарта и т. д.
- Жанна (ум. 1376), дама д’Эпернон, де Бонорман и де Киттебёф, жена графа Жана VII де Вандома.